# Emirat de Kontagora
L'emirat de Kontagora fou un estat històric i avui dia un emirat tradicional de Nigèria, a l'estat de Níger, al nord-oest de Nigèria, a la riba sud del riu Kontagora. La capital és la ciutat de Kontagora.
Umaru Nagwamatse, un aventurer fulani al servei del califat de Sokoto (299 quilòmetres al nord), va ser nomenat Sarkin sudan ("rei dels negres") en 1859 per Ahmadu Zaruku, musulmi Sarkin de Sokoto ("comandant dels fidels"). Umaru després va conquistar una regió majorment habitada pel poble no musulmà dels kamberi o kamberri, i va fundar la ciutat de Kontagora (de kwantâ gora- "depositar les carabasses") com la seu del seu regne el 1864, i es va establir com el primer emir de Kontagora.
Al llarg del seu govern, que va durar fins al 1876, va ampliar l'emirat per les conquestes dels pobles kamuku, kamberri, dakarki (dakarawa), dukawa, yauri, nupes i gbari (gwari) i les poblacions de Bosso, Paiko, Kuta, Guni, Alawa, Gusoro, Galadima Kogo, Kafinkoro i Wushishi; a més va capturar milers d'esclaus. Va morir a Mamba al districte d'Auna, on encara es conserva la seva tomba i el va succeir el seu fill gran Abubakar Modibo que va regnar quatre anys. En el primer regnat (1880-1901) del seu germà, l'emir Ibrahim Nagwamatse, igualment Sarkin sudan, Kontagora va tornar a ser coneguda per les batudes d'esclaus que van despoblar severament la regió i van deixar nombroses ciutats emmurallades en ruïnes, moltes de les quals són encara visibles (tot i un programa de re-assentament patrocinat pel govern britànic que va durar de 1949 a 1957); tenia un poblat d'acumulació d'esclaus que anava entre el riu Níger i l'àrea de Zuru. La captura per d'Ibrahim el 1899 de la ciutat de Birnin Gwari (158 quilòmetres al nord-est) que pertanyia a Zaria, va obligar a l'emir de Zaria a buscar la protecció dels britànics, un moviment que va suposar el pas del primer gran emirat fulani sota control britànic. Després que Ibrahim va amenaçar l'estació britànica de Jebba, 158 km al sud-sud-oest, el 1900, les forces britàniques van ocupar la ciutat de Kontagora (1901) i van deposar l'emir que es va refugiar a Maska Kaya a Katsina i després a Zaria. Tot i que se'l va reinstal·lar com emir (sarkin sudan) el 1903, el seu territori, que s'havia incorporat com a província de Kontagora, i els seus poders, es van reduir considerablement. Quan la província es va dividir el 1925, l'emirat es va convertir en una divisió separada de la província del Níger; Ibrahim va morir el 1828 i el va succeir el seu fill gran Mallam Umaru Maidubu mort el 1961, tenint com a successor a Mu'azu Ibrahim; l'emirat de Kontagora es va incorporar a l'estat North-Western el 1967. Mu'azu Ibrahim va morir el juliol de 1974 i fou proclamat Alhaji Saidu Namaska, nascut el 1937; des de 1976 l'emirat va passar a formar part de l'estat de Níger on forma un territori de 13.219 milles quadrades (34.237 quilòmetres quadrats) on es troben també els dominis de dos caps tributaris: el cap de Wushish i el cap de Kagara.

## Emirs
- 1864 - 1876 Umaru Nagwamatse dan Abi Bakar
- 1876 - 1880 Abu Bakar Modibo dan Umaru
- 1880 - 1901 Ibrahim Nagwamatse dan Umaru (primera vegada)
- 1901 Abd Allahi Abarshi dan Ali dan Yerima Jatau
- 1901 Muhammadu Gani dan Abd Allahi Abarshi
- 1901 - 1903 Mayaki Ibrahim (usurpador)
- 1903 - 1929 Ibrahim Nagwamatse dan `Umaru (segona vegada)
- 1929 - 1961 Umaru Maidubu dan Ibrahim
- 1961 - 1974 Mu'azu dan Ibrahim
- 1974 -. Saidu Namaska dan Malam Umaru "Sarkin Kudu"